# Прица, Огнен
Огнен Прица (серб. Огњен Прица; 27 ноября 1899, Илиджа, Австро-Венгрия, — 9 июля 1941, Загреб, Независимое государство Хорватия) — югославский математик, коммунист, Народный герой Югославии (1945, посмертно).

## Биография
Родился в семье служащих в Илидже (ныне — Босния и Герцеговина). Учился в Високом и в Сараеве, где в 1918 году окончил с отличием гимназию. В гимназии учил немецкий, русский, французский и латинский языки. Уже в то время познакомился с работами Гегеля, Маркса, Энгельса и Бебеля и примкнул к рабочему движению. В седьмом классе гимназии стал членом Социал-демократической партии Боснии и Герцеговины.
После окончания гимназии поступил на философский факультет в Загребе. К моменту создания Королевства сербов, хорватов и словенцев, будучи студентом, примкнул к левому крылу хорватского социал-демократического движения, поддерживая объединение социал-демократических партий и создание Коммунистической партии Югославии. Поскольку руководство Социал-демократической партии Хорватии и Славонии было против этого объединения, Прица совместно с некоторыми представителями загребских социал-демократических организаций опубликовал 27 марта 1919 года «Манифест оппозиции», который призывал к созыву конгресса по созданию единой югославской социалистической рабочей партии. Вступил в КПЮ сразу после её основания в том же году. Из-за своей революционной деятельности получил предписание полиции о высылке в Сараево сроком на пять лет. Вопреки предписанию эмигрировал в Вену, потом в Прагу, затем в Берлин, и вновь вернулся в Вену. В эмиграции продолжил изучать математику, физику и философию, а также труды Маркса, Энгельса, Ленина, Плеханова, Каутского. В Вене работал в бюро Балканской коммунистической федерации и печатался в её газете «Балканска федерация».
В конце 1923 года возвращается в Югославию. В Белграде был арестован и приговорен к одному месяцу лишения свободы. В следующем году начал преподавать математику в одной из сараевских гимназий. Одновременно работал над созданием новых партийных организаций, боролся против фракционности и сотрудничал в журнале «Раднички покрет». В 1928 году избран членом Боснийско-Герцеговинского комитета КПЮ. В том же году уволен, как политически неблагонадежный, и направлен партией в Загреб, где жил полулегально и был главным редактором «Борбы», органа КПЮ.
После установления диктатуры 6 января 1929 года «Борба» была запрещена, а Прица арестован. После трех месяцев заключения в Загребе выслан в Кореницу, где работали его родители, но вскоре переведен в Сараево, где провел семь месяцев в тюрьме.
В марте 1930 года предстал в Белграде перед Государственным судом по защите государства и был приговорен к семи годам каторги с лишением гражданских прав. Находясь в сремско-митровицкой тюрьме, проводит активную марксистско-просветительскую работу среди политических заключенных. Сотрудничает в нелегальном тюремном журнале «ЗБ» («За большевизацию») и изучает древнегреческий, итальянский, испанский и эсперанто с целью овладения почти всеми европейскими языками. В тюрьме пишет исследования о Варге и Тальгеймере, переводит ленинские работы «Материализм и эмпириокритицизм» (совместно с Моше Пьяде) и «Империализм, как высшая стадия капитализма», затем «Манифест коммунистической партии» и написанную Виттфогелем «Историю буржуазного общества».
После освобождения в 1936 году был вновь выслан в Кореницу, а затем получил разрешение на переезд в Загреб — с ограничением права передвижения.
Совместно с Божидаром Аджией редактировал журналы: «Знаност и живот», «Култура», «Израз», «Кньижевни савременик» и «Наше новине». Для нужд рабочих опубликовал «Словарь иностранных слов» и «Политический словарь», а также подробно анализировал современные произведения научной и философской мысли.
Многие его произведения остались неопубликованными, а многие рукописи были утрачены. После Пятой земельной конференции КПЮ читал лекции по диалектическому материализму на курсах, открытых для высшего партийного руководства. Являясь членом агитпропа ЦК Коммунистической партии Хорватии, занимался идеологическо-политической работой.
По приказу Мачека и Шубашича арестован в ночь с 30 на 31 марта 1941 года вместе с другими коммунистическими активистами, представителями интеллигенции и видными рабочими и помещен в тюрьму на Савском шоссе. После создания Независимого государства Хорватия был передан усташам, которые заключили его в лагерь Керестинац, и после трехмесячных пыток расстрелян 9 июля 1941 года вместе с группой других коммунистов.
В романе Юлиана Семёнова «Альтернатива» их казнь описывается так:

Когда командир комендантского взвода, выстроенного для проведения казни, предложил Огнену Прице надеть на глаза повязку, тот ответил:

— Вы банда. Обыкновенная банда. А я привык смотреть в глаза бандитам.

26 июля 1945 года Прице было посмертно присвоено звание Народного героя Югославии.